# Qubes OS
Qubes OS er et styresystem som fokuserer på sikkerhed gennem isolation. Virtualisering (en form for emulering) er udført igennem Xen, og brugermiljøet er baseret på Fedora.
Qubes OS er ikke et styresystem i almindelig forstand, men en opsamling af teknologier, der raffinerer begrebet styresystem, således at en høj sikkerhed opnås. Oven på en given hardware ligger Xen. Med Xen kan forskellige virtuelle maskiner startes, som hver agerer som en egen computer med sin kopi af Fedora. Såfremt en virtuel maskine bliver angrebet af en hacker eller virus, vil de andre virtuelle maskiner ikke nødvendigvis også blive ramt. Trods denne adskillelse er et arbejde på tværs af de virtuelle maskiner gjort simpelt.
På trods af disse forskellige instanser af styresystemer, kan man gnidningsfrit springe mellem disse og udføre forskellige opgaver på hver af dem. Nogle af disse styresystemers funktion er givet på forhånd fra udviklerne af Qubes OS. Således findes der ved opstarten af Qubes OS allerede en virtuel maskine til netværket (Network Domain) og til lagerenheder som USB-enheder (Storage Domain). Hvor mange virtuelle maskiner der yderligere skal oprettes til hvilke formål bestemmes af brugeren selv efter installationen.
Qubes OS er ikke et mange-bruger-system. Der findes således ikke mulighed for at indrette konti til forskellige brugere af samme hardware.

## Eksterne links
- Qubes OS officielle hjemmeside Arkiveret 20. marts 2014 hos  Wayback Machine